# Hinrich Christian Elmenhorst
Hinrich Christian Elmenhorst (* 10. Mai 1726 in Hamburg-St. Georg; † 27. Mai 1779 in Altona) war ein deutscher Kaufmann und Partenreeder.

## Leben
Als einziger Sohn und drittes von fünf Kindern von Hans Hinrich Elmenhorst und Catrin Dorothea Elmenhorst, geb. Borchers, in Hamburg-St. Georg geboren, ging Elmenhorst zunächst beim Franzosen Peter Bruze in die Lehre. Nach Abschluss seiner Lehre blieb er dort, wie üblich, einige Jahre als „Kontorbursche“. Nach Bruzes Tod am 19. April 1751 übernahm er die Handlung, die sich mit dem Verkauf von lüneburgischem Salz und Im- und Export von und zum Mittelmeer sowie den französischen Atlantikhäfen befasste, zunächst mit seinem Schwager Philipp Jacob Stenglin. 1754 erwarb er die Bürgerschaftsrechte in Altona und wurde bereits in die höchste Steuerklasse eingestuft. In der Altonaer Heilig-Geist-Kirche kaufte er 1756 ein großes Erbbegräbnis für sich und seine Familie; 1759 ein an der Südseite der Elbstraße, dem Sandberg gegenüber belegenes Erbe mit Wohn- und Packlagerraum.
Ab 1761 führte Elmenhorst die Firma allein unter seinem Namen fort. Als sein erstes Schiff ließ er sich als Partenreeder mit 5/8 Parten die Fregatte Die Stadt Altona mit 82 Commerz-Lasten bauen, die er selbst bereederte. Später folgten die 82 Commerz-Lasten fassende Große Schnau Prinz Carl v. Hessen, die 74 Commerz-Lasten fassende Brigg Königin Juliane Maria sowie die Große Schnau Prinz Friedrich mit 77 Commerz-Lasten hinzu. Außerdem gehörten ihm je 1/16 Parten der Fortuna Galley, der Nicolas und der St. Peter. 
1767 wurde er zum Deputierten der Königlich Dänischen oktroyierten Heringscompagnie und zum Mitglied des Commerz-Collegiums ernannt. Ein Jahr vor seinem Tod wurde er 1778 Banco-Commissar des „Königlichen Wechsel- und Bank-Comptoirs“. Bei seinem Tod 1779 hinterließ er ein beträchtliches Vermögen von 100.000 Courantmark. Dies entspricht dem Gegenwert von rund 24 Tonnen Feinsilber, was ihn damals zu einem der reichsten und wohlhabendsten Kaufmänner Hamburgs machte.